# Larmorova rotace

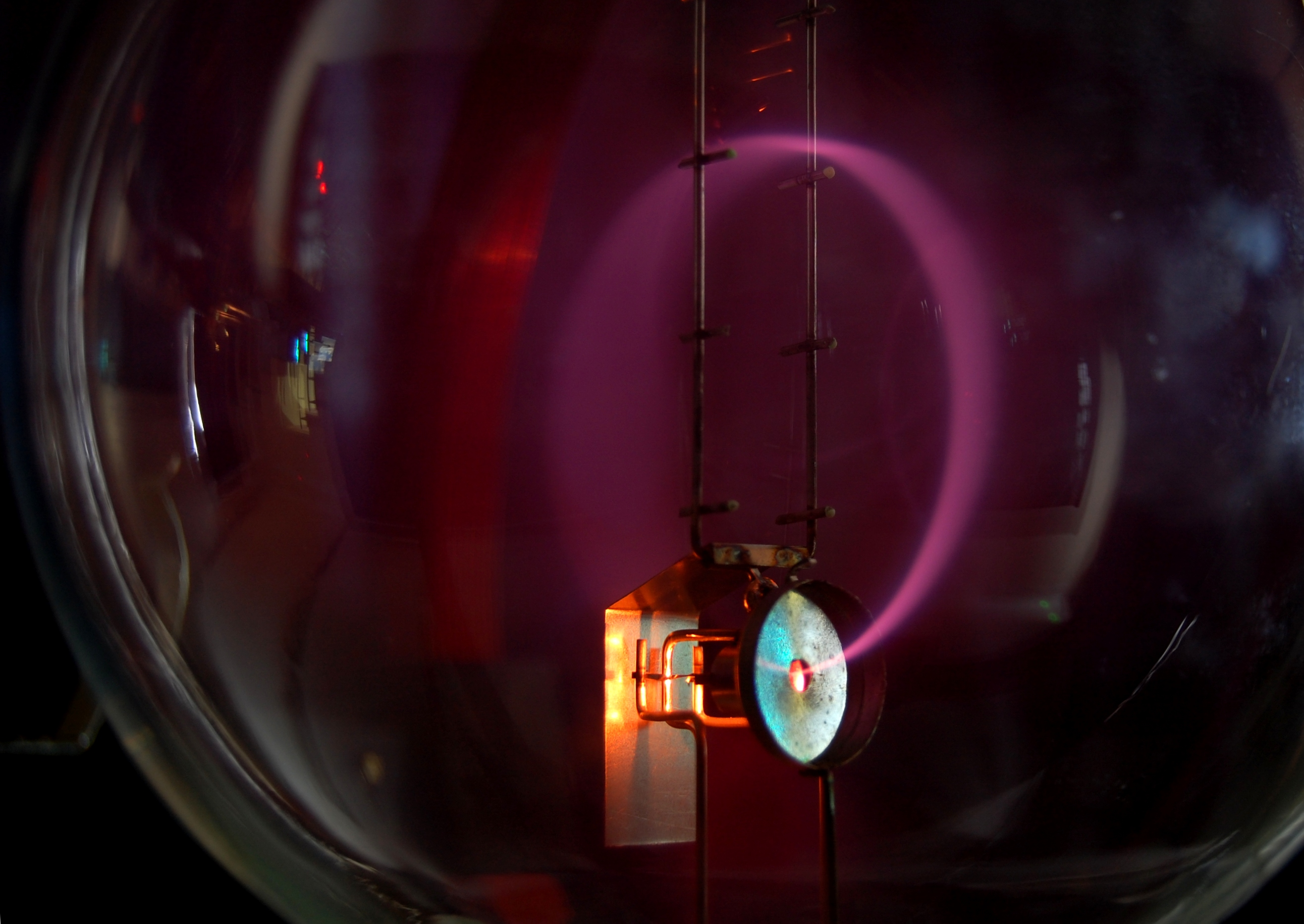
Elektrony v magnetickém poli opisují kružnici a způsobují luminiscenci atomů plynu v baňce

Larmorova rotace (též gyrace, cyklotronní pohyb) je pohyb volných elektricky nabitých částic v homogenním magnetickém poli. Lorentzova síla způsobuje, že tyto částice se pohybují rovnoměrně po kružnici nebo šroubovici. Poloměr takové kružnice či šroubovice se nazývá Larmorův poloměr či cyklotronový poloměr. Charakteristická frekvence (či úhlová frekvence) rotačního pohybu se nazývá cyklotronní frekvence.
Jev je pojmenován po Josephu Larmorovi, irském fyzikovi a matematikovi, který jej ve 20. století popsal. Název cyklotronní odkazuje na využití tohoto jevu v cyklotronech (kruhový urychlovač částic). Zásadní význam má Larmorova rotace také ve fyzice plazmatu a astrofyzice – popisuje pohyby nabitých částic kolem magnetických silokřivek v magnetosférách planet, hvězd, v mlhovinách apod. Částice při těchto pohybech charakteristicky září (synchrotronové záření), což lze pozorovat a využít k analýze vzdálených magnetických polí.

## Odvození

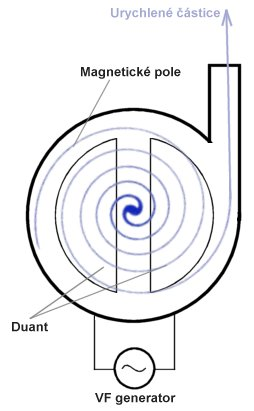
Frekvence urychlujícího elektrického pole v cyklotronu odpovídá frekvenci oběhu částic

Na částici s nábojem {\displaystyle q} a hmotností {\displaystyle m}, která se pohybuje rychlostí {\displaystyle \mathbf {v} } magnetickým polem o indukci {\displaystyle \mathbf {B} } (bez přítomnosti elektrického pole), působí Lorentzova (magnetická) síla
{\displaystyle \mathbf {F} _{\mathrm {m} }=q\mathbf {v} \times \mathbf {B} \,,}
kde {\displaystyle \times } značí vektorový součin. Vektor rychlosti je vhodné rozdělit na složku {\displaystyle \mathbf {v} _{\parallel }} rovnoběžnou s magnetickými silokřivkami a složku {\displaystyle \mathbf {v} _{\perp }} kolmou na pole.
{\displaystyle \mathbf {v} =\mathbf {v} _{\parallel }+\mathbf {v} _{\perp }}
Podle toho lze rozdělit i magnetickou sílu.
{\displaystyle \mathbf {F} _{\mathrm {m} }=q\mathbf {v} _{\parallel }\times \mathbf {B} +q\mathbf {v} _{\perp }\times \mathbf {B} }
Vektorový součin rovnoběžných vektorů (první člen součtu) je nulový, takže ve směru pole na částici žádná síla nepůsobí a rychlost v tomto směru se nemění. Je-li tedy rychlost {\displaystyle \mathbf {v} _{\parallel }} nenulová, posunuje se částice rovnoměrně ve směru magnetické indukční čáry – stoupání šroubovice. Je-li {\displaystyle \mathbf {v} _{\parallel }=0}, stoupání nenastane a částice opisuje kružnici. Kruhový pohyb je způsoben druhým členem součtu: magnetická síla má velikost {\displaystyle Bqv_{\perp }} a je kolmá na rychlost, takže působí jako dostředivá. Srovnáme-li výrazy pro velikost magnetické a dostředivé síly, můžeme najít cyklotronový poloměr.
{\displaystyle F_{\mathrm {m} }=F_{\mathrm {d} }}
{\displaystyle Bqv_{\perp }={\frac {mv_{\perp }^{2}}{r}}}
{\displaystyle r_{\mathrm {c} }={\frac {mv_{\perp }}{qB}}={\frac {p_{\perp }}{qB}}}
V čitateli posledního zlomku je velikost složky hybnosti částice {\displaystyle p_{\perp }=mv_{\perp }} kolmé na směr pole. Tento výsledný vztah lze použít i v relativistickém případě, kdy se částice pohybují rychlostmi srovnatelnými s rychlostí světla. V tom případě se do vztahu dosazuje relativistická hybnost.
Za dobu jedné periody oběhne částice rychlostí {\displaystyle v_{\perp }} obvod kružnice {\displaystyle 2\pi r_{\mathrm {c} }}.
{\displaystyle T_{\mathrm {c} }={\frac {2\pi r_{\mathrm {c} }}{v_{\perp }}}={\frac {2\pi m}{qB}}}
Cyklotronová frekvence je převrácená hodnota periody.
{\displaystyle f_{\mathrm {c} }={\frac {1}{T_{\mathrm {c} }}}={\frac {qB}{2\pi m}}}
Úhlová cyklotronní frekvence je {\displaystyle 2\pi }–násobek frekvence.
{\displaystyle \omega _{\mathrm {c} }=2\pi f_{\mathrm {c} }={\frac {qB}{m}}}
V nerelativistickém případě tedy frekvence obíhání nezáleží na rychlosti částice, což umožňuje konstrukci nejjednoduššího kruhového urychlovače – cyklotronu. Tato frekvence je také charakteristická pro záření vydávané rotujícími částicemi, ať už mají jakoukoli rychlost. V relativistickém případě je třeba místo klasické hmotnosti používat relativistickou hmotnost, která se mění s rychlostí částice. Během urychlování je proto nutno měnit frekvenci urychlujícího pole tak, aby byla stále synchronizovaná s oběhem částic. Takový urychlovač se nazývá synchrotron. Druhou možností je konstrukce cyklotronu s nehomogenním magnetickým polem, které kompenzuje relativistickou změnu hmotnosti částic na drahách s různými poloměry.

## Nehomogenní pole

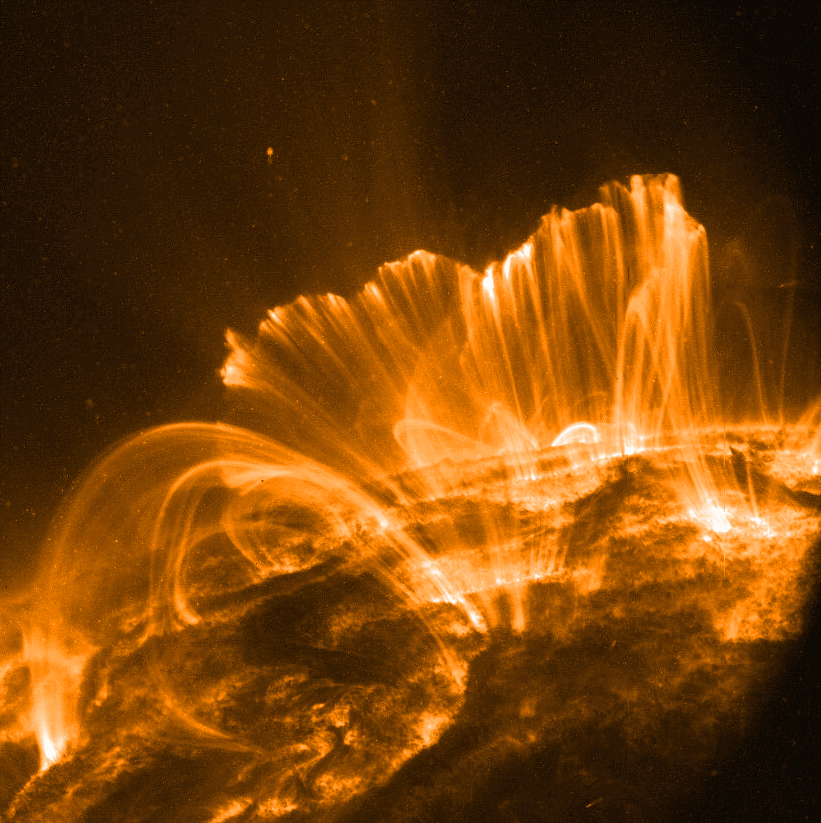
Částice plazmatu rotují kolem magnetických indukčních čar nad povrchem Slunce a září v UV oboru

Je-li magnetické pole nehomogenní, magnetické indukční čáry nejsou rovné a pohyby částic mohou být výrazně složitější. Avšak v nejjednodušším přiblížení, když je velikost nehomogenity výrazně větší než {\displaystyle r_{\mathrm {c} }}, si můžeme pohyb představit jako Larmorovu rotaci kolem vybrané silokřivky. Částice tuto silokřivku obkružují, září a zároveň se posouvají podél ní. Například na záběrech slunečních erupcí můžeme díky tomuto jevu přímo vidět svítící siločáry magnetického pole. V magnetosféře Jupiteru vyzařují rotující elektrony typické rádiové vlny snadno zachytitelné přijímačem na Zemi. Kroužení částic kolem magnetických silokřivek je také základem magnetických zrcadel a všech typů magnetických nádob, které slouží například k udržení plazmatu v zařízeních typu tokamak.

## Užití k měření vlastností částic
Poloměr při daném vnějším poli závisí na rychlosti částice a poměru {\displaystyle m/q}, který je charakteristickou vlastností částice. Pro neznámou částici můžeme tento poměr určit tak, že jí udělíme dobře definovanou rychlost, poté sledujeme její pohyb v magnetickém poli a změříme Larmorův poloměr. Jde-li například o jednou ionizovaný atom s nábojem +e, můžeme takto stanovit hmotnost iontu. Touto metodou byly objeveny a popsány izotopy chemických prvků, které jsou chemickými postupy nerozlišitelné. Zařízení využívající tohoto jevu se nazývá hmotnostní spektrometr.